# Weißer Hautkrebs
Als weißer Hautkrebs (auch heller Hautkrebs) werden das Basalzellkarzinom (Basaliom) und das Plattenepithelkarzinom (Spinaliom) bezeichnet. Damit grenzt sich weißer Hautkrebs vom (malignen) Melanom (schwarzer Hautkrebs) ab.
Es handelt sich hierbei nicht um einen Fachausdruck, sondern um eine (irreführende) laiensprachliche Benennung, die nicht berücksichtigt, dass gelegentlich bei Basaliom bzw. Spinaliom auch pigmentierte Wachstumsformen und beim schwarzen Hautkrebs unpigmentierte amelanotische Melanome auftreten können. In der medizinischen Fachsprache ist der Ausdruck daher nicht gebräuchlich; er findet allerdings in der Patientenkommunikation Verwendung.

## Ursachen
UV-Strahlung stellt einen Hauptrisikofaktor für die Entstehung von weißem Hautkrebs dar. Zur Prävention wird daher von Dermatologen ein geeigneter UV-Schutz durch Kleidung oder Sonnenschutzmittel beim Aufenthalt im Freien empfohlen. Außer der natürlichen UV-Exposition muss jedoch ebenso die künstlich erzeugte UV-Strahlung, z. B. beim Besuch von Solarien, berücksichtigt werden. Neben einer UV-Exposition sind weitere Risikofaktoren u. a. das Lebensalter, eine genetische Disposition (z. B. ein gering pigmentierter, heller Hauttyp), Immunsuppression sowie Vorerkrankungen bzw. Vorschädigungen (z. B. aktinische Keratosen, Hautschädigung durch ionisierende Strahlung).
Das durchschnittliche Erkrankungsalter für das Basalzellkarzinom wird mit etwa 60 bis 70 Jahren und für das Plattenepithelkarzinom mit etwa 70 Jahren angegeben. Zudem ist über die letzten Jahrzehnte eine deutliche Zunahme der Inzidenz bei Hautkrebs, spezifisch auch beim nicht melanozytären, „hellen“ Hautkrebs, zu verzeichnen. Zunehmend wird weißer Hautkrebs auch bei jüngeren Altersgruppen diagnostiziert. Inwiefern sich diese Statistik zukünftig verändern wird, gerade auch im Hinblick auf sich verändernde Ozonschichten, bleibt abzuwarten.

## Behandlung
Weißer Hautkrebs verursacht in einem frühen Stadium häufig keine oder nur geringe Beschwerden oder Schmerzen. Der Früherkennung, beispielsweise durch regelmäßige Vorsorgeuntersuchungen („Hautscreening“), kommt daher entsprechende Bedeutung zu. Grundsätzlich sollte jede verdächtige Hautveränderung von einem Dermatologen begutachtet werden. Wird weißer Hautkrebs diagnostiziert, erfolgt in der Regel eine operative Behandlung, um das Krebsgewebe vollständig zu entfernen. Dabei wird nicht nur der Hautkrebs, sondern auch ein kleiner Teil des umliegenden Gewebes entfernt. Dadurch wird sichergestellt, dass keine Krebszellen zurückbleiben.
Neben der klassischen Operation gibt es weitere Verfahren, beispielsweise Lasertherapie, Kryochirurgie (Kältetherapie) und die Elektrochemotherapie (ECT).

## Belege
1. ↑  Was ist weißer Hautkrebs? Abgerufen am 19. November 2019.
2. ↑  Melanom malignes amelanotisches – P. Altmeyer – Enzyklopädie der Dermatologie, Venerologie, Allergologie, Umweltmedizin. Abgerufen am 11. Juli 2017.
3. ↑  Weißer Hautkrebs: Risikofaktoren, Diagnose, Therapie. 9. Mai 2023, abgerufen am 10. März 2024.
4. 1 2  Weißer Hautkrebs: Ursachen und Risikofaktoren. Abgerufen am 10. März 2024.
5. ↑  Deutscher Ärzteverlag GmbH, Redaktion Deutsches Ärzteblatt: Basalzellkarzinome: Anerkennung als Berufskrankheit gefordert. 2. Oktober 2020, abgerufen am 12. März 2024.
6. 1 2 3 4  Lang et al.: S2k-Leitlinie Basalzellkarzinom der Haut. Abgerufen am 12. März 2024.
7. ↑  Was erhöht das Risiko für weißen Hautkrebs? Abgerufen am 12. März 2024 (deutsch).
8. ↑  Leitlinienprogramm Onkologie (Deutsche Krebsgesellschaft, Deutsche Krebshilfe, AWMF): Aktinische Keratose und Plattenepithelkarzinom der Haut, Langversion 2.0, 2022, AWMF-Registernummer: 032/022OL. Abgerufen am 12. März 2024.
9. ↑  Krebs - Nicht-melanotischer Hautkrebs. Abgerufen am 12. März 2024.
10. 1 2  Deutscher Ärzteverlag GmbH, Redaktion Deutsches Ärzteblatt: Basalzellkarzinom – Therapieoptionen für den häufigsten Hautkrebs. 30. Mai 2014, abgerufen am 4. April 2024.
11. ↑  Heller Hautkrebs – eine unterschätzte Erkrankung? Abgerufen am 12. März 2024.
12. ↑  C. Garbe: Früherkennung von Hautkrebs und Screeninguntersuchungen. In: Der Onkologe. Band 22, Nr. 8, August 2016, ISSN 0947-8965, S. 537–549, doi:10.1007/s00761-016-0065-x (springer.com [abgerufen am 9. März 2024]).
13. ↑  Nader Ibrahim, Stephen R. Ali, Thomas D. Dobbs, A. G. John Gibson, Hayley A. Hutchings, S. Iain Whitaker: The incidence of non-melanoma skin cancer in the UK and the Republic of Ireland: a systematic review. In: European Journal of Dermatology. Band 33, Nr. 3, 1. Mai 2023, ISSN 1952-4013, S. 218–229, doi:10.1684/ejd.2023.4496 (doi.org/10.1684/ejd.2023.4496 [abgerufen am 4. April 2024]).
14. ↑  Weißer Hautkrebs – schuppige Stellen als Anzeichen? 19. Mai 2011, abgerufen am 4. April 2024.
15. ↑  Hautkrebs – Das Basalzellkarzinom | DKG. Abgerufen am 1. Juni 2022.
16. ↑  Weißer Hautkrebs: Symptome, Vorstufe, Stadien & Behandlung. Abgerufen am 13. März 2024 (deutsch).
17. ↑  Hautkrebs rechtzeitig erkennen. Abgerufen am 5. Dezember 2024.
18. ↑  Claudia Jäger, Katharina Jäger: Das Basalzellkarzinom Warum die Früherkennung  so wichtig ist. In: https://www.atos-dermatologie.de/wp-content/uploads/go-x/u/dd2c7326-1974-43e3-adbf-992352a454bd/Frueherkennung-BZK-8_21-HAUT_4-21_-1.pdf. 2021, abgerufen am 5. Dezember 2024.
19. 1 2  Weißer Hautkrebs: Operation l DasKrebsportal.de. Abgerufen am 14. März 2024.
20. ↑  Wie kann weißer Hautkrebs behandelt werden? Abgerufen am 1. Juni 2022 (deutsch).
21. ↑  Mit Elektrochemotherapie Erfolg bei Hauttumoren. In: Ärzte Zeitung. 16. Juli 2018, abgerufen am 29. August 2024.